# Vlkov (okres Náchod)
Obec Vlkov (německy Wilkau) se nachází v okrese Náchod, kraj Královéhradecký. Žije zde 383 obyvatel. V roce 2023 byl počet domů ve Vlkově 158.

## Historie
První písemná zmínka o obci pochází z roku 1546. Jak dokládají četné archeologické nálezy, území obce bylo opakovaně osídleno již od pravěku. Bylo doloženo pravěké sídliště a pohřebiště, objekty slezskoplatěnické a lužické kultury, dále nálezy z doby římské i slovanské. Středověkým předchůdcem dnešní osady byla pravděpodobně ves Vlkovyje, připomínaná v této lokalitě r. 1228.

## Pamětihodnosti
- Krucifix v lukách
- Měřický bod – trigonometrická základna (technická památka)
- Smírčí kříž
- Statky z 19. století s vjezdovými bránami

## Osobnosti
- Jan Matějíček (Matějček), jeden ze zakladatelů exulantské obce Husinec; tam byl později zvolen do samosprávy jako obecní starší. Se svou rodinou uprchl z Vlkova v roce 1742 a jejich prvním útočištěm byl Münsterberg.[4][5]

## Fotogalerie

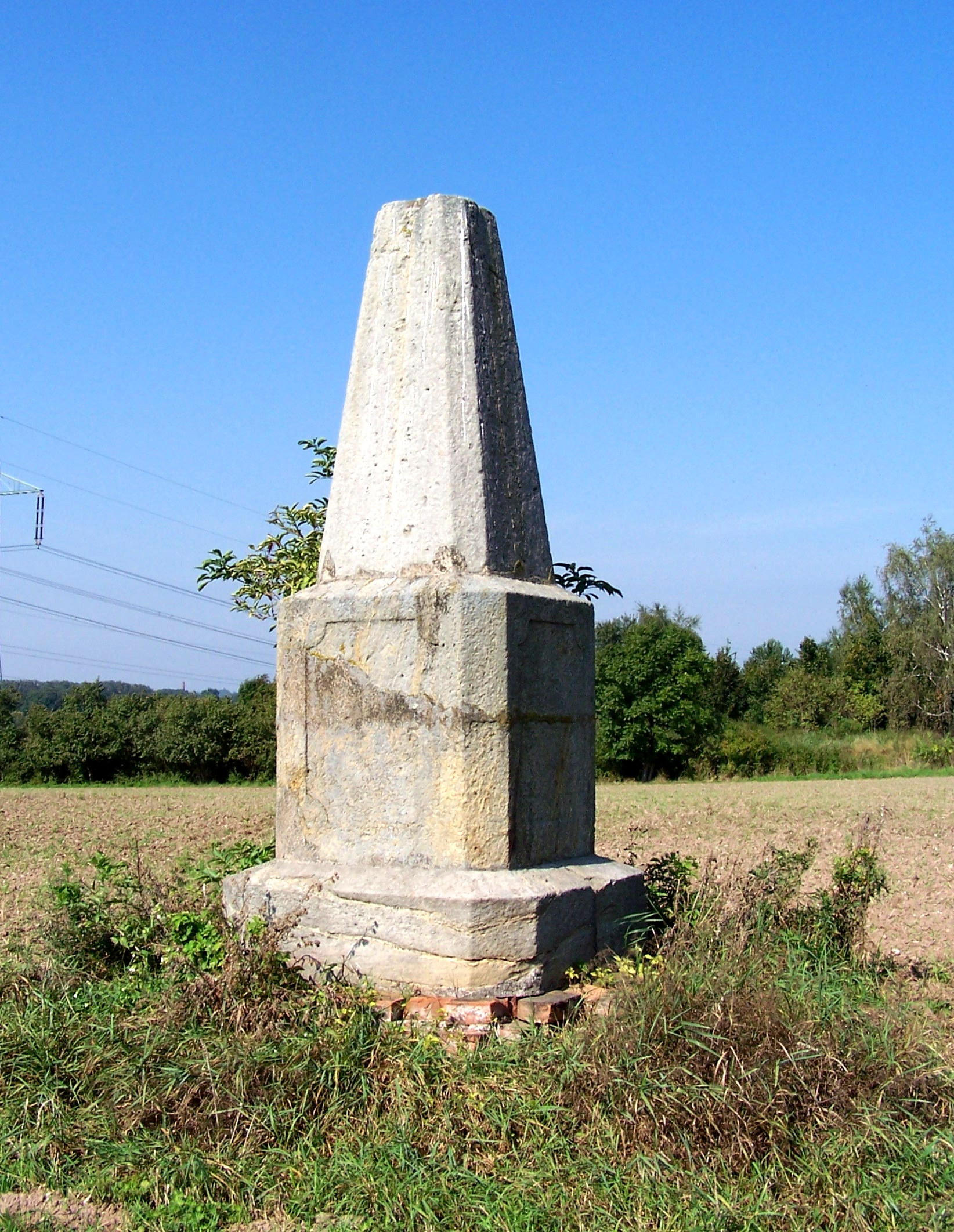
Měřický bod - trigonometrická základna
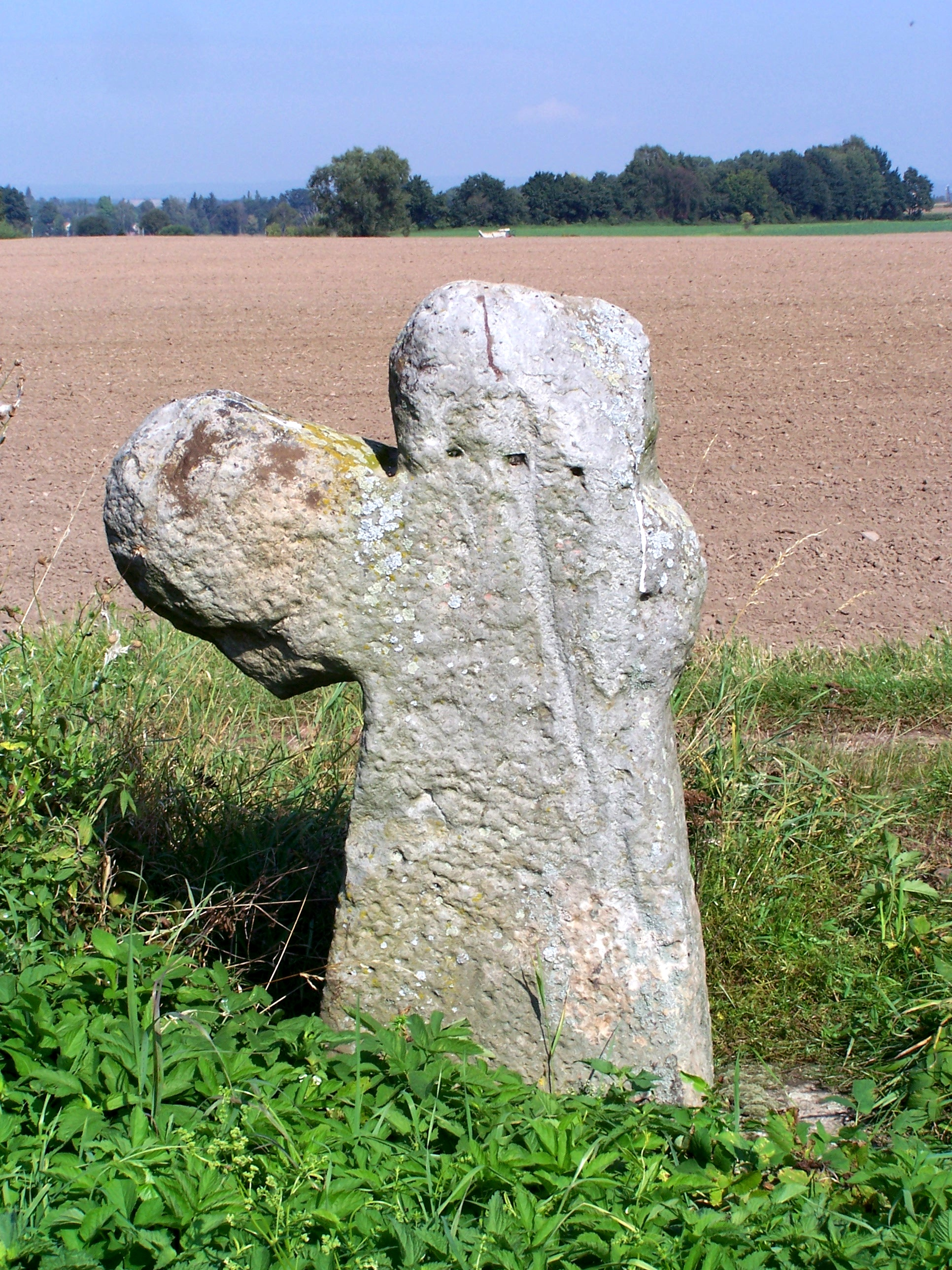
Smírčí kříž
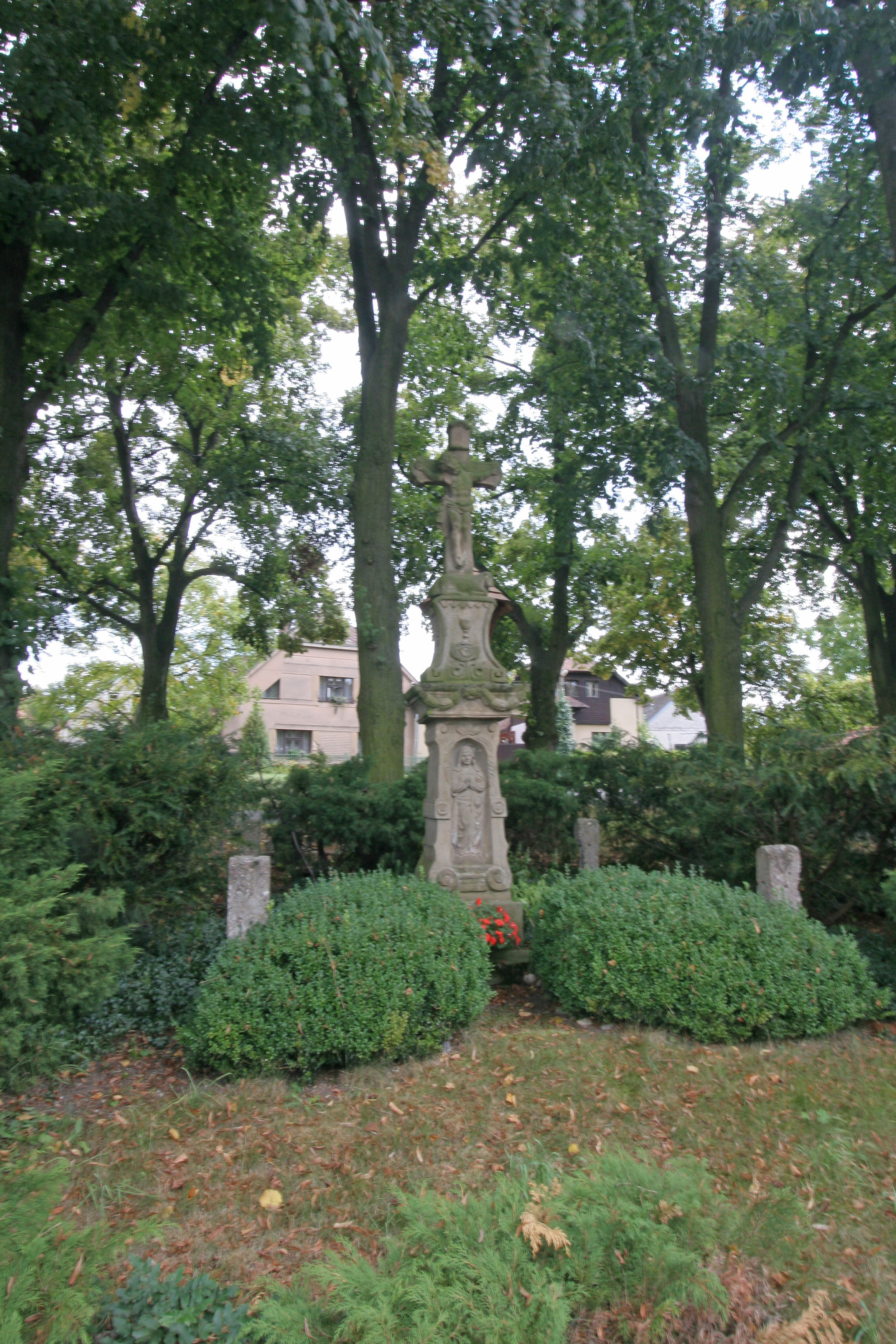
Krucifix
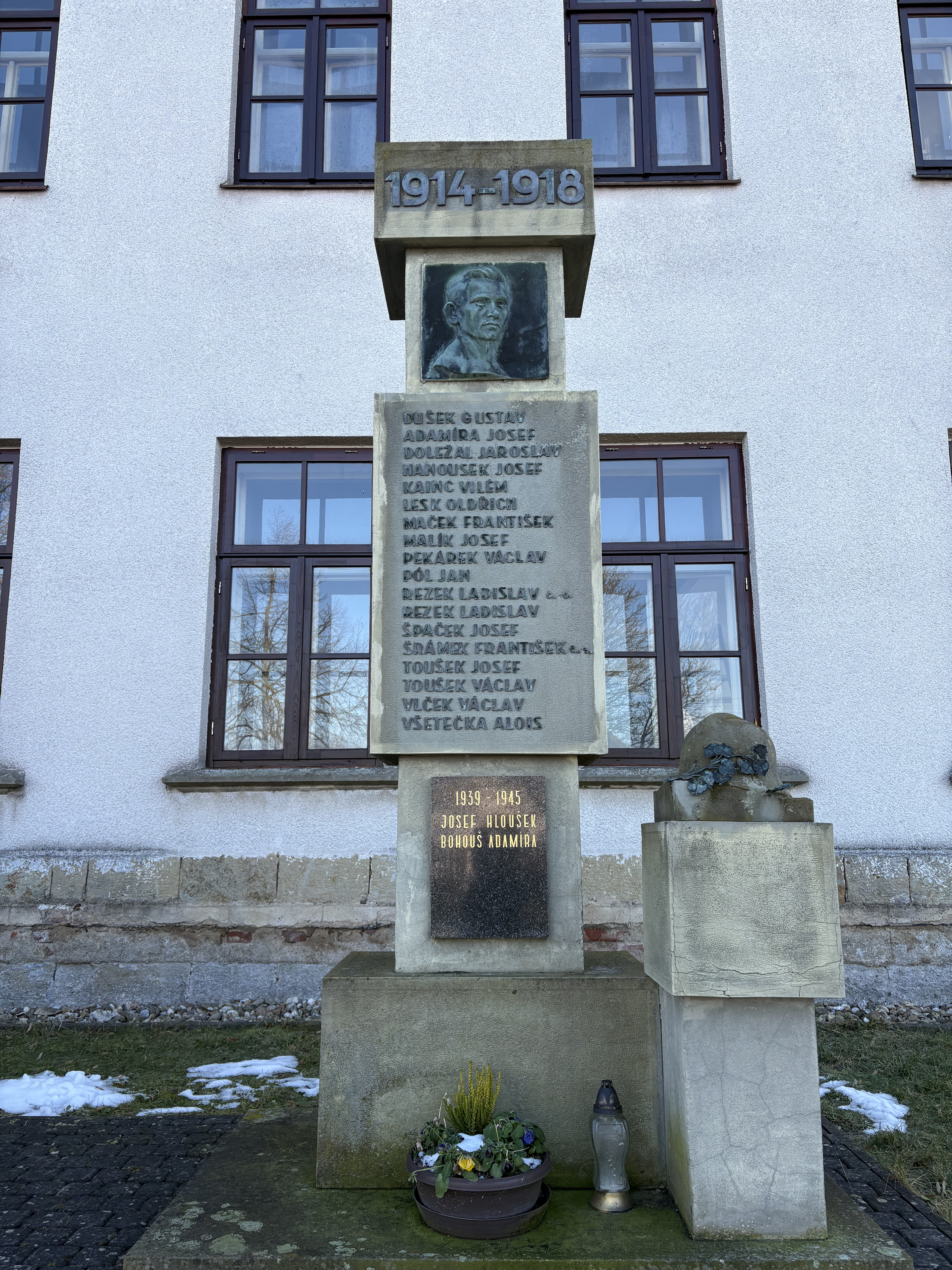
Pomník padlým v I. a II. světové válce
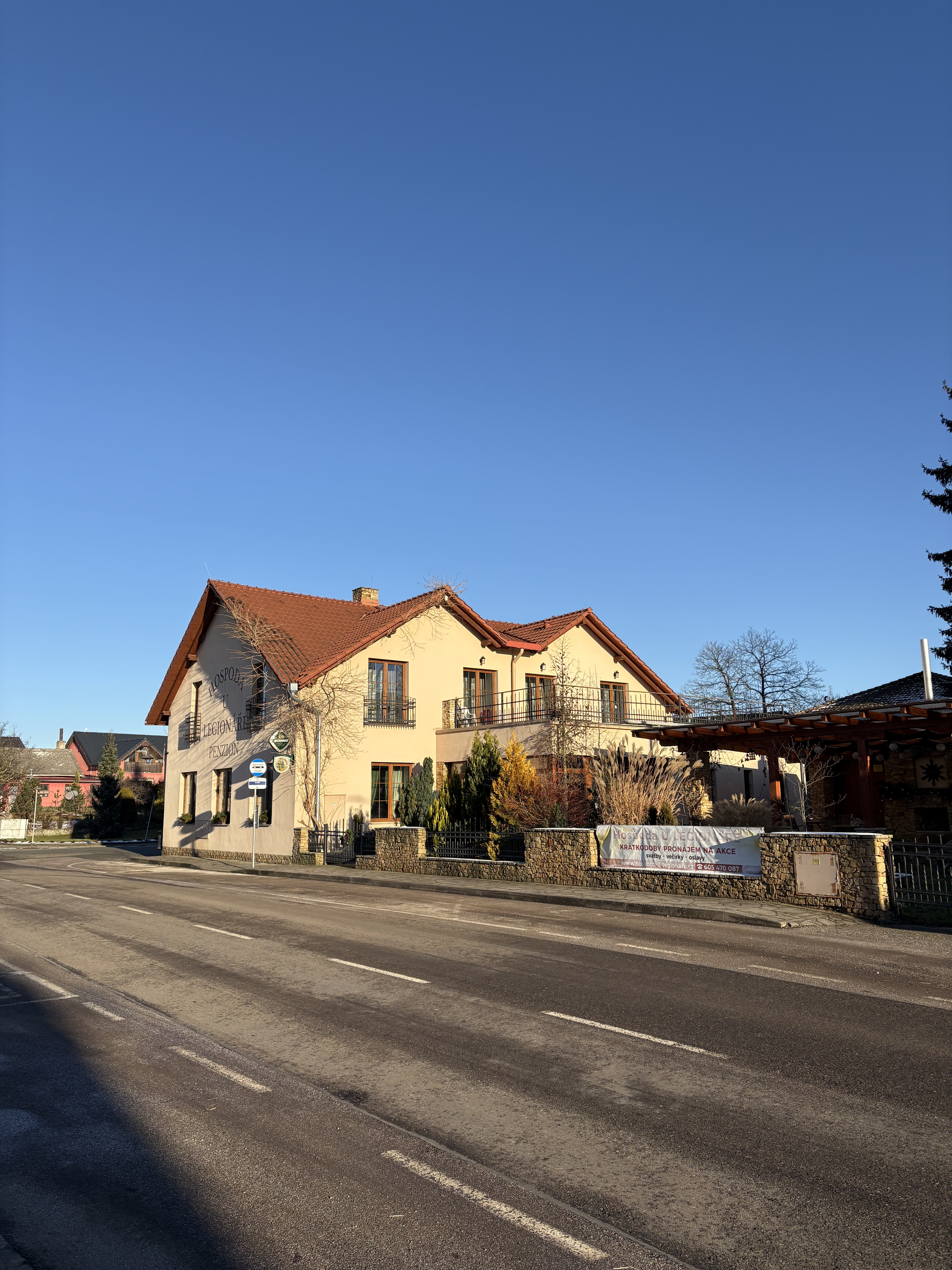
Penzion U legionáře
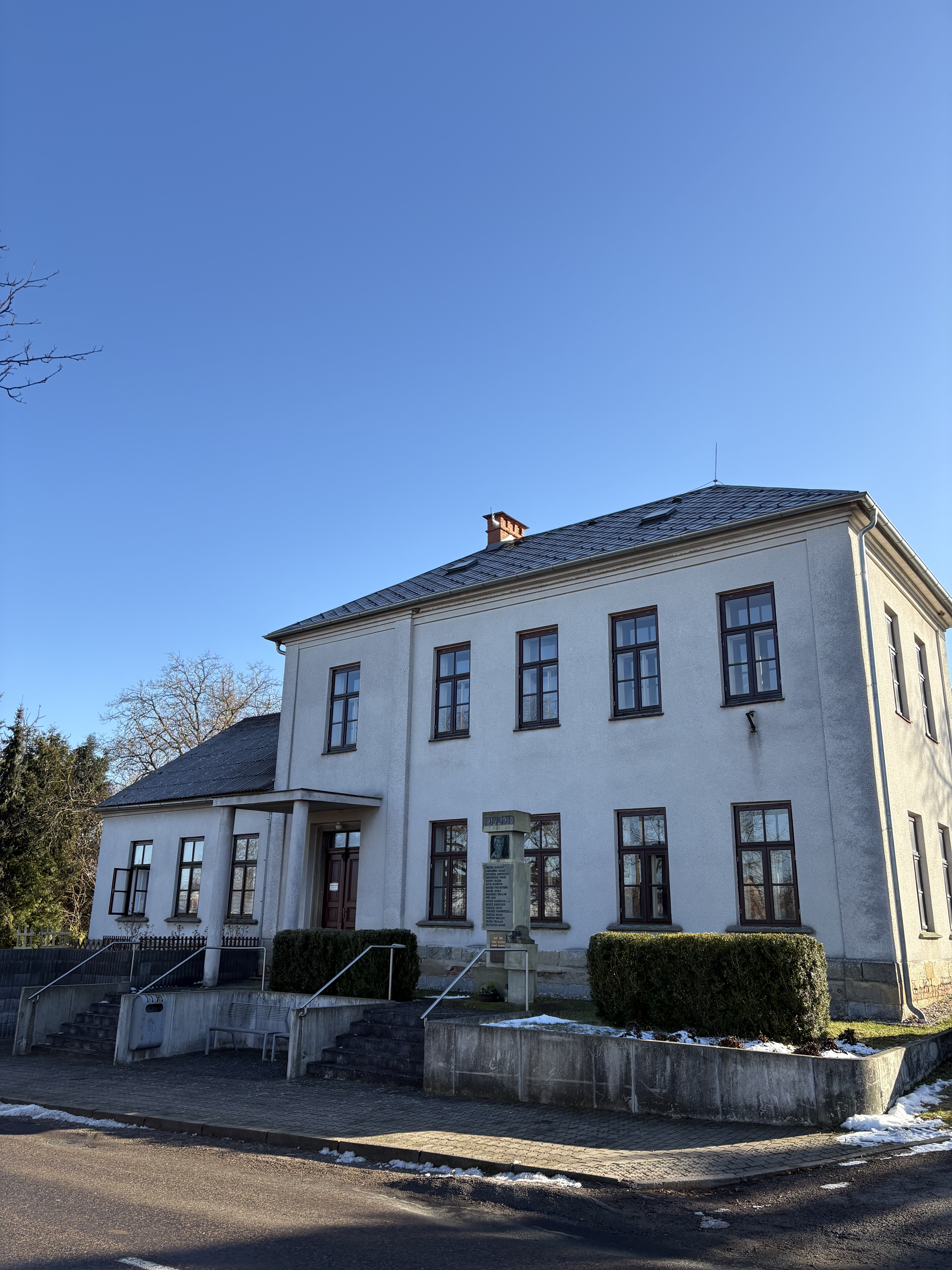
Obecní knihovna
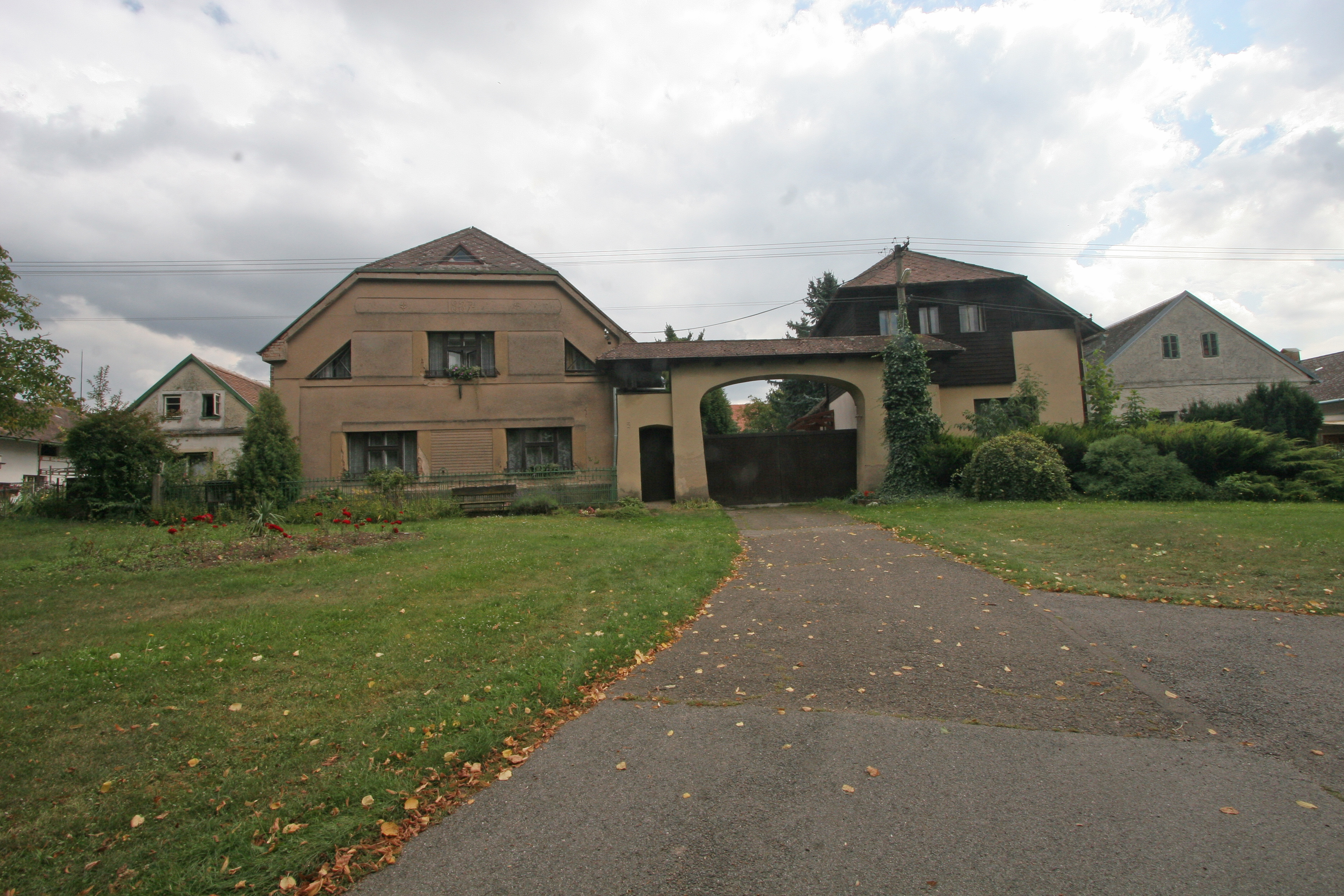
Domy z 19. století na návsi